# Rinkeby (stacja metra)
Rinkeby - skalna stacja sztokholmskiego metra, położona w Sztokholmie, w dzielnicy Rinkeby-Kista, na osiedlu Rinkeby. Na niebieskiej linii T10. Dziennie korzysta z niej około 7 000 osób.
Wyjście położone jest przy Skårbygränd i Rinkebystorget. Stację otwarto 31 sierpnia 1975 jako 85. stację systemu, wówczas pociągi kursowały na linii Hjulsta-T-Centralen. Posiada dwa perony z trzema krawędziami.
Między stacją Rinkeby a Rissne znajduje się rozjazd w kierunku Hallonbergen, tędy jeździły kiedyś składy metra. Na tym odcinku wybudowano również stację techniczno-postojową.

## Sztuka
- Złote mozaiki nawiązujące do okolicznych wykopalisk z okresu wikingów, Nisse Zetterberg, 1975
- Rzeźba przedstawiająca wiosła wystające ze złotej kostki, podwieszona u sufitu, Sven Sahlberg, 1975
- Malowidła przedstawiające ptaki, Lennart Grams, 1975
- Palisada między torami wg szkiców Nisse Zetterberga, Alf ten Siethoff, 1985

## Czas przejazdu
| Linia | Stacja          | Czas przejazdu | Stacja                                 | Czas przejazdu       |
| T10   | Hjulsta         | 4 min          | Västra skogen Fridhemsplan T-Centralen | 11 min 14 min 17 min |
| T10   | Kungsträdgården | 19 min         | Västra skogen Fridhemsplan T-Centralen | 11 min 14 min 17 min |

## Galeria

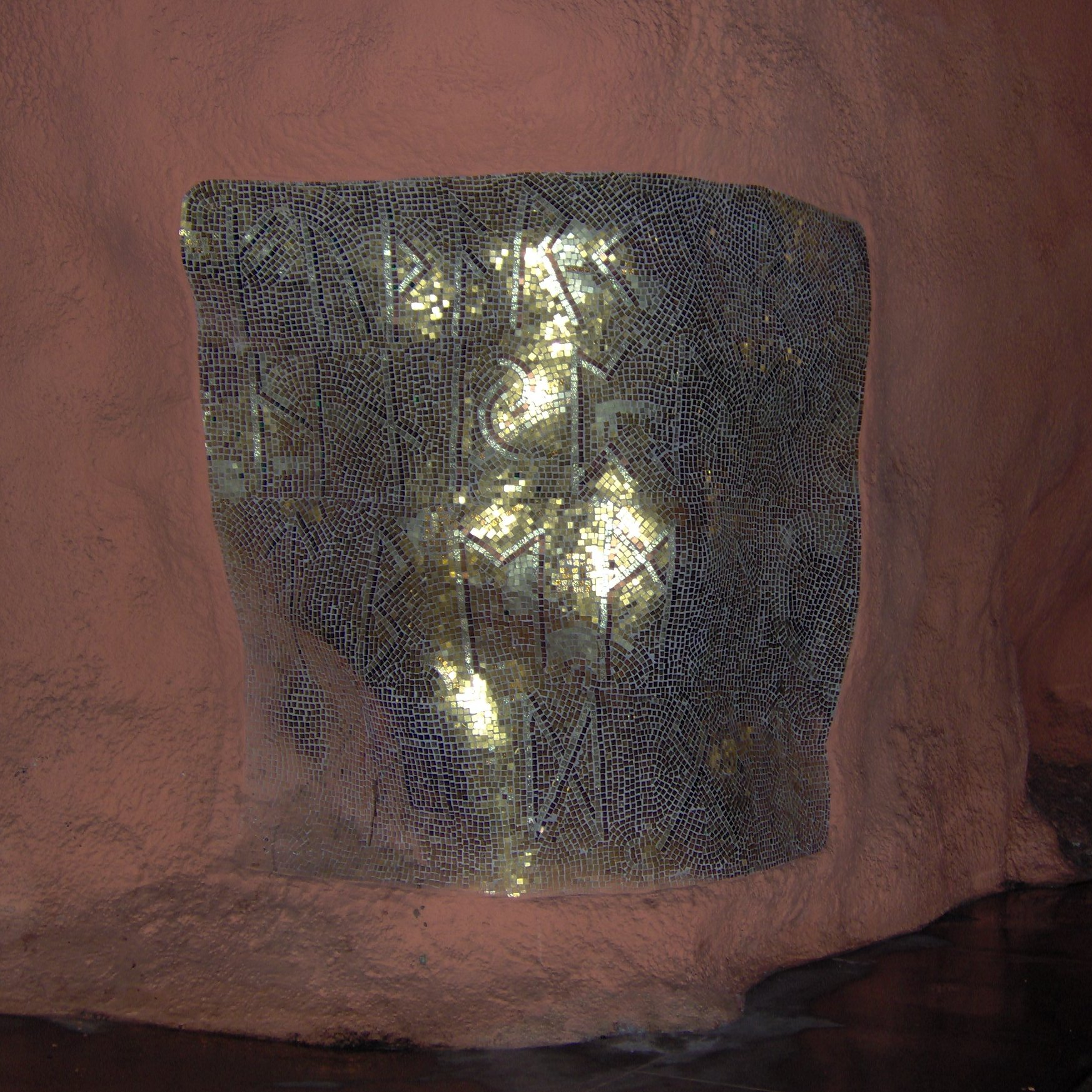
Mozaika z napisami w futhark
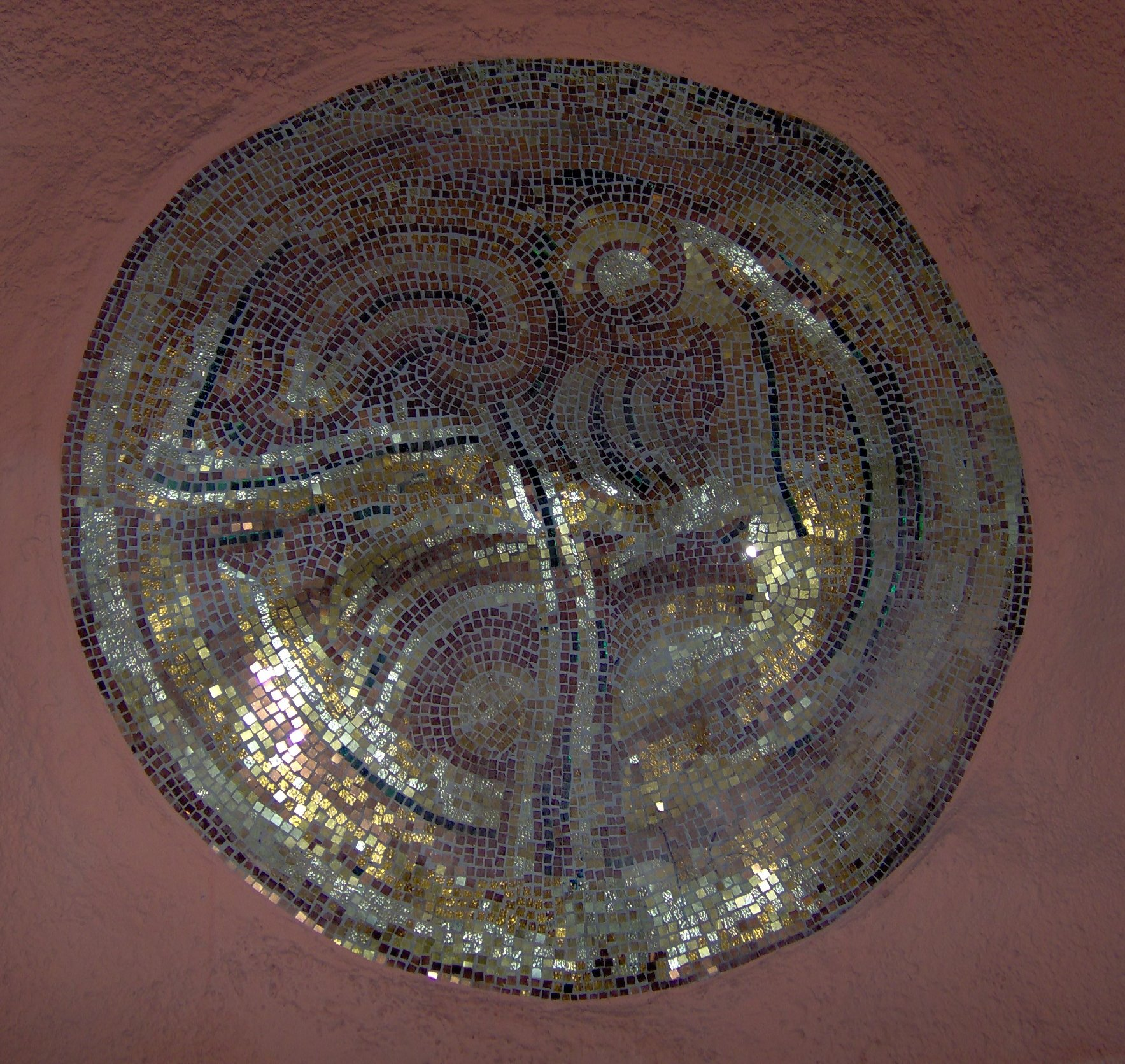
Mozaika

## Otoczenie
W pobliżu stacji znajdują się:
- Askebyskolan
- Kvarnbyskolan
- Rinkebyskolan
- Bredbyskolan
- Knutbyskolan